# Daday András
Daday András (Deési) (Dés, 1889. október 28. – Budapest, 1973. június 20.) orvos, orvostörténész, egyetemi tanár.

## Életpályája
Elemi iskolai tanulmányait a dési református fiúiskolában végezte el. A középiskolát Désen kezdte, és a Kolozsvári Református Kollégiumban fejezte be 1908-ban. 1914–1918 között ötödéves orvos egyetemistaként önkéntes katona volt; az első világháborúban (1915–1918) az orosz és a lengyel harctereken két éven át az első vonalban harcolt; 1915. március 14-én megsérült. Orvosi tanulmányait a Kolozsvári Magyar Királyi Ferenc József Tudományegyetemen végezte el; 1915-ben diplomázott. 1918-ban szerelt le. 1918–1920 között a budapesti Szent Rókus Kórház Bőr- és Nemibeteg Osztályának segédorvosa volt. 1920-ban Erdélyből Budapestre költözött. 1920-ban bőr- és nemibetegségekből szakorvosi vizsgát tett. 1920–1945 között a Magánalkalmazottak Biztosító Intézete (MABI) felülvizsgáló orvosa, egyúttal a MÁV Kórház és a Honvéd Kórház bőrgyógyász főorvosa volt. 1933–1945 között az Állatorvosi Főiskola állatorvos-történetének első magántanára volt. 1934-ben a Szegedi Tudományegyetem magántanárrá habilitálta a Fejezetek a magyar orvostörténetből, különös tekintettel közegészségügyünk kialakulására című tárgykörből. 1934–1942 között a Szegedi Tudományegyetem orvostörténeti magántanára volt. 1938–1944 között a József Nádor Műszaki és Gazdaságtudományi Egyetem állatorvosi osztályán az állatorvostan történetének szakelőadója volt. 1942–1945 között a Horthy Miklós Tudományegyetem orvostörténet magántanára is volt. 1945–1948 között az Országos Társadalombiztosító Intézet orvos-aligazgatója volt. 1946-ban a Népbíróság „feddésre” és feljelentés után állásvesztésre ítélte. 1951–1971 között Budapesten körzeti orvosként dolgozott. 1961–1969 között a budapesti Szabadság téri református gyülekezet világi főgondnoka, 1969–1973 között tiszteletbeli főgondnoka volt.
Orvos- és állatorvostörténeti kutatással foglalkozott. Több orvostörténeti kiállítás megszervezése után a világ első állatorvos-történeti múzeumát is létrehozta. Tanulmányai szakfolyóiratokban jelentek meg. Kórháztörténeti könyvének kézirata a Semmelweis Orvostörténeti Könyvtár birtokában van.

## Magánélete
Szülei: Daday István és Szabó Karolina voltak. 1921. január 27-én házasságot kötött Strinovich Évával (1900–1969).
Sírja a Farkasréti temetőben található (20/1-1-304). Két lányuk született: Szentpály Juhász Imréné Daday Éva és Zábó Istvánné Daday Zsuzsanna.

## Művei
- A cegei tó mentén (1911)
- A semesnyei égeresben (1912)
- Szomorú emlék (1913)
- Mit kell tudni a kankóról? (Budapest, 1927)
- Weszprémi mint biographus (Népegészségügy, 1927. augusztus 11.)
- Az első magyar nyelvű egészségtan. 1–2. (Népegészségügy, 1927.; Budapest, 1927)
- Növény dermatotherápiánk a XVI. században (Bőrgyógyászati Urológiai Szemle, 1927)
- Linzbauer Ferenc Xavér (Népegészségügy, 1928)
- Megemlékezés Czermák Jánosról, születésének 100. évfordulóján (Orvosi Hetilap, 1928)
- Urológiai vonatkozások a XVI. századbeli növénytherápiánkban (Bőrgyógyászati Urológiai Szemle, 1928)
- Fáy András orvosi házi jegyzetei (Gyógyászat, 1928)
- Orvostörténeti vonatkozások Hermányi Dienes József emlékiratában (Népegészségügy, 1928)
- Az utolsó erdélyi pestis története. 1813–1814. – A magyar kuruzslásról. – 1848 márciusának hatása orvoskarunk fejlődésére. – Bujasenyv elleni intézkedés 1848-ból. (Népegészségügy, 1929)
- Rózsahelyi Aladárról (Munkaügyi Szemle, 1929)
- Gr. Balassy Péter házipatikájáról. (Magyar Orvos, 1930)
- Adatok lógyógyászatunk történetéhez. 1–3. – Adatok 250 év előtti lóismeretünkhöz. – Lógyógyászatunk múltjából. – 100 év előtti eljárás takonykór esetében. (Állatorvosi Lapok, 1930)
- A nemi betegségek elleni küzdelmünk múltjából (Állategészségvédelem, 1930)
- A házasság előtti orvosi vizsgálat múltjából. – Pest-Buda közélelmezésének múltjából (Népegészségügy, 1930)
- Növénydermatotherápiánk múltjából (Bőrgyógyászati Urológiai Szemle, 1930)
- A syphilis gyógyítása a régi magyaroknál (Orvosi Tudósító, 1931)
- Adatok a régi pesti medikusok életéhez és egyetemi kiképzéséhez (Budapesti Orvosi Ujság, 1931. 48.)
- Bonyodalmak a nagykőrösi régi fűtött meleg fürdő körül. 1–3. (Népegészségügy, 1931)
- Állatgyógyászatunk múltjából. – Várallyay István címeres nemesi leveléről. – Csendélet egy baromgyógyász portálján (Állategészségügy, 1931)
- A monori parasztorvos csalafintasága. – Fáy András állatgyógyászati feljegyzései. – Állatorvos-történelmi vonatkozások Tsömeri Zay Anna Orvoskönyvében (Állatorvosi Lapok, 1931)
- Adatok a pestvármegyei scorbut endamiák történetéhez (Orvosi Hetilap, 1931)
- Szathmári Paksi Pálról, Sárospatak professzoráról. – Tsömeri Zay Anna orvoskönyvéről (Gyógyászat, 1931)
- A nemi betegségek elleni küzdelmünk múltjából. 1–2. (Egészségvédelem, 1931)
- Kozmetikánk múltjából. – Urológiai vonatkozások a XVII. századbeli növénytherápiánkban (Bőrgyógyászati Urológiai Szemle, 1931)
- A magyar orvosnevelés múltjáról. – A pestvármegyei első kolerajárvány története (Magyar Orvos, 1931)
- Adatok a pápai első cholerajárvány történetéhez (Budapesti Orvosi Ujság, 1932. 7.)
- Egy száz év előtti szénoxydmérgezés története (Budapesti Orvosi Ujság, 1932. 23.)
- Adatok a pestvármegyei takonykórjárványok történetéhez. – Adatok a keleti marhavész elleni küzdelmünkhöz. – Egy veszett kutya garázdálkodása 1785-ben (Állatorvosi Lapok, 1932)
- Adatok lógyógyászatunk történetéhez. 1–2. (Állategészségügy, 1932)
- Adatok a pestvármegyei typhusjárványok történetéhez (Orvosi Hetilap, 1932. 24.)
- Az óbudai szegények 100 év előtti fürdőjéről. – A 150 év előtti magyar bábák tisztéről és kötelességéről (Betegápolásügy, 1932)
- Epizód a magyar szemészet történetéből (Gyógyászat, 1932)
- Adatok a magyar pestisjárványok történetéhez. – Milyen volt Pest megye közegészségügye 100 év előtt? (Magyar Orvos, 1932)
- Adatok a magyarországi siketnémaápolás történetéből (Ápolásügy, 1933)
- Adatok a magyar szemészet történetéhez (Gyógyászat, 1933)
- Adatok a keleti marhavész elleni küzdelmünk történetéhez. 1–3. (Állategészségügy, 1933)
- Adatok a pestvármegyei keleti marhavész járványok történetéhez (Állatorvosi Lapok, 1933)
- A 100 év előtti elsősegélynyújtásról. – Adatok a himlő elleni küzdelem magyarországi történetéhez (Betegápolásügy, 1933)
- Panity György szemész meghurcoltatása (Gyógyászat, 1935)
- Adatok a magyarországi elmebeteg-gyógyítás történetéhez (Gyógyászat, 1936)
- 100 év előtti ismeretünk a lépfenéről (Állatorvosi Lapok, 1936)
- A nemibetegségek elleni küzdelem a múltban. 1–2. (Teleia, 1937)
- Zlamál Vilmos reformtörekvéseiről. – Miből és mit tanultak állatorvos-növendékeink 100 év előtt? (Állatorvosi Lapok, 1938)
- Az első magyar orthopaedről és intézetéről. – Adatok Balatonfüred történetéhez. – Adatok a veszettség gyógyításának történetéhez (Orvosok és Gyógyszerészek Lapja, 1938)
- Adatok Buziásfürdő történetéhez (Egészségügy, 1938)
- Nádudvari Győry Tibor. 1869–1938 (Walter von Brunnnal, Korbuly Györggyel. 1 táblával. Az Orvosképzésben megjelent dolgozatok (Budapest, 1938)
- Győry Tibor, az orvostörténész (Orvosképzés, 1938)
- A régi Balatonfüredről (Gyógyászat, 1938)
- Magyarország küzdelme a veszettség ellen (Egészség, 1938)
- Adatok tanintézetünk történetéhez. 1–4. (Állatorvosi Lapok, 1939)
- Adatok ásványvizeink történetéhez (Egészség, 1939)
- Adatok az influenzajárványok történetéhez (Budapesti Orvos, 1939)
- Adatok betegápolásügyünk történetéhez. – A 140 év előtti elsősegélynyújtásról. – Egészségügyi ismeretek terjesztése a múltban. – Adatok a magyarországi borbélysebészet történetéhez (Betegápolásügy, 1939)
- Adatok a pokolvar történetéhez (Gyógyászat, 1939)
- A lucskii fürdő múltja (Budapesti Orvosi Ujság, 1939)
- Adatok a keleti marhavész elleni küzdelmünk történetéhez (Budapest, 1939)
- Scorbut endemia a ruthén földön, 1788-ban (Gyógyászat, 1940)
- A paraphimosis kezelése 150 év előtt (Bőrgyógyászati Szemle, 1940)
- A veszettség 100 év előtti gyógyításáról. – A tüdőbaj kezelése a régi magyaroknál (Betegápolásügy, 1940)
- A hólyagkő művi eltávolítása 100 év előtt (Bőrgyógyászati Szemle, 1940)
- A balatonfüredi savanyúkút múltja (Egészség, 1940)
- Az 1819-iki reform tervezet (Állatorvosi Lapok, 1940)
- A régi Balatonfüredtől (Gyógyászat, 1941)
- Adatok a budai fürdők történetéhez. – A budai régi hőfürdőkről. – Adatok a magyar szemészet történetéhez. – Egy 150 év előtti csodaszerről. – Egy 150 év előtti elmebetegről. – Egy 150 év előtti tífuszjárványról (Betegápolásügy, 1941)
- Adatok a torokgyík történetéhez (Gyógyászat, 1941)
- Paracelsus Theophrastus (Egészség, 1942)
- Az epilepszia gyógyítása a régi magyaroknál. – Az erdélyi fejedelemség orvosi és egészségügyi viszonyai Apafi Mihály idejében (Betegápolásügy, 1942)
- Hoffner József sérelmei a pesti egyetemen (Közlemények az összehasonlító élet- és kórtan köréből, 1943)
- Lipóczi Keczer Ambrus betegsége. – Egy múltszázadbeli reklámorvos (Betegápolásügy, 1943)
- 200 év előtti vélemény a magyar közegészségügy magyarításáról. 1–2. (Egészség, 1943)
- Br. Bánffy György utolsó napjai és halála. – Adatok a Szent Rókus Kórház történetéhez (Betegápolásügy, 1944)
- Első magyar nyelvű tankönyvünkről (Állatorvosi Lapok, 1944)
- A variola-oltás kezdete Magyarországon (Orvosok Lapja, 1948)
- Az első magyar fürdőügyi tanulmányút (Országos Orvostörténeti Könyvtár Közleményei, 1956)
- Schoepf Ágoston a pesti egyetemen (Országos Orvostörténeti Könyvtár Közleményei, 1957)
- Egy orvostörténész visszaemlékezései (Orvostörténeti Közlemények, 1976)
- Kuriózumok az orvostudomány magyarországi történetéből. Válogatás Daday András írásaiból. Válogatta, szerkesztette: Gazda István (A Magyar Tudománytörténeti Szemle Könyvtára. Budapest, 2002)
- Újabb kuriózumok az orvostudomány magyarországi történetéből. Gyógyvizekről, patikákról, járványokról, orvosdoktorokról, kirurgusokról, bábákról az 1740 és 1790 közötti feljegyzésekben. Válogatás Daday András írásaiból. Válogatta, szerkesztette: Gazda István. (A Magyar Tudománytörténeti Szemle Könyvtára. Budapest, 2005).

## Díjai
- Weszprémi István-emlékérem (1958)[9]